# نادي إيفرتون
نادي إيفرتون لكرة القدم (بالإنجليزية: Everton Football Club) هو نادي كرة قدم إنجليزي محترف، تأسس الفريق في عام 1878 تحت مسمى "نادي سانت دومينغو"، بمدينة ليفربول، في إقليم الميرسيسايد بإنجلترا. يَشتَهر الفريق بألوانه الزرقاء، لهذا يكنى بلقب "التوفيز" (بالإنجليزية: The Toffees) (بالعربية: الحلوى).
يلعب الفريق حاليّاً في الدوري الإنجليزي الممتاز.
شارك الفريق في أول بطولة للدوري الإنجليزي على الإطلاق عام 1888. فاز بالدوري لأول مرة في موسم 1890–91. ثم توالت إنجازاته المحلية ليصبح واحدًا من نخبة الأندية الإنجليزية، حيث حقق الفريق لقب الدوري الإنجليزي الممتاز بمسماه القديم في 9 مناسبات آخرها في موسم 1986–87، وحقق كأس الاتحاد الإنجليزي في 5 مناسبات آخرها في موسم 1995. أما على المستوى الأوروبي، فقد فاز الفريق ببطولة أوروبية واحدة وهي بطولة كأس الكؤوس الأوروبية في موسم 1984–85، ليجمع بين ثنائية الدوري واللقب الأوروبي في ذلك الموسم.
يلعب نادي إيفرتون جميع مبارياته الرسمية على ملعب هيل ديكينسون (بالإنجليزية: Hill Dickinson Stadium)، يتسع لحضور 52،769 متفرج. يعتبر نادي ليفربول الغريم التقليدي لنادي إيفرتون، حيث يجمع بينهما مباراة الديربي الشهير الذي يعرف بديربي الميرسيسايد، يعتبر من أقدم ديربيات كرة القدم عبر التاريخ. ويشغل وظيفة المدرب حاليا في هذا النادي ديفيد مويس.

## تاريخ النادي

### البدايات
تأسس نادي إيفرتون لكرة القدم عام 1878م في مدينة ليفربول تحت مسمى "St. Domingo Football Club". تم تغيير اسم النادي إلى إيفرتون في نوفمبر 1879. وفاز بأول بطولة دوري له في موسم 1890-1891. حقق إيفرتون كأس الاتحاد الإنجليزي للمرة الأولى في عام 1906 وبطولة الدوري مرة أخرى في 1914-15. عند اندلاع الحرب العالمية الأولى في عام 1914 توقف نشاط كرة القدم بينما كان إيفرتون البطل. في عام 1925 وقع النادي مع ديكسي دين من ترانمير روفرز. في عام 1927-28، كان قد سجل في موسم واحد 60 هدفًا من أصل 39 مباراة في الدوري، وهو رقم قياسي لا يزال قائما حتى يومنا هذا. وساعد إيفرتون على الفوز ببطولة الدوري الثالثة. ومع ذلك، هبط إيفرتون إلى الدرجة الثانية بعد عامين بسبب الاضطرابات الداخلية في النادي. سرعان ما انتعش النادي بسرعة وتأهل الي الدرجة الأولى من جديد، في حين سجل رقما قياسيا من الأهداف في الدرجة الثانية من العام السابق. بعد العودة في 1931-32، لم يضيع إيفرتون أي وقت في إعادة تأكيد جدارتهم وفاز بالبطولة الرابعة. كما حقق كأس الاتحاد الإنجليزي الثاني له في عام 1933 بنتيجة 3-0 ضد مانشستر سيتي في المباراة النهائية. وفاز الفريق بالدوري الخامس له موسم 1938-39.

### بعد الحرب العالمية
شهدت فترة اندلاع كلا من الحرب العالمية الأولى والحرب العالمية الثانية توقف نشاط كرة القدم في البلاد وعندما استؤنفت المنافسة في عام 1946، كان إيفرتون قد قل مستواه كثيرآ بسبب الحرب. وقد هبط للمرة الثانية في الفترة 1950-1951 ولم يعد للدرجة الأولى حتى موسم 1953-1954. بدأ إيفرتون عصرًا جديدًا من النجاح عندما تم تعيين هاري كاتيريك كمدرب في عام 1961. في موسم 1962-63، الموسم الثاني له، فاز إيفرتون ببطولة الدوري السادسة. في عام 1966 فاز النادي بكأس الاتحاد الإنجليزي بنتيجة 3-2 على شيفيلد وينزداي. بقيادة كاتيريك وصل إيفرتون مرة أخرى إلى النهائي في عام 1968 ولكن هذه المرة لم يتمكن من التغلب على وست بروميتش ألبيون في استاد ويمبلي. بعد موسمين في 1969-70، حقق إيفرتون بطولة الدوري السابعة، حيث أنهى الموسم في الصدارة بفارق تسع نقاط من أقرب منافسيه ليدز يونايتد.

### الجيل الذهبي
تعتبر فترة الثمانينات هي الأنجح على الإطلاق في تاريخ النادي حيث حقق الفريق أغلب بطولاته في تلك الفترة. كما تواجد العديد من النجوم أمثال نيفيل ساوثهول، أندي غراي، غرايم شارب، بيتر ريد وكيفن شيدي، بدأت بتولي هاوارد كيندال منصب المدير الفني لإيفرتون. على الصعيد المحلي، فاز إيفرتون بكأس الاتحاد الإنجليزي في عام 1984 وبطولتي الدوري الثامنة موسم 1984-85 و التاسعة موسم 1986-87. على الصعيد الأوروبي، حقق النادي أول بطولة أوروبية له في هذه الفترة، من خلال تحقيق بطولة كأس الكؤوس الأوروبية في عام 1985 عندما هزم إيفرتون فريق بايرن ميونيخ بنتيجة 3-1 في الدور نصف النهائي، وسجل نفس النتيجة على الفريق النمساوي رابيد فيينا في النهائي على ملعب دي كويب. بعد أحداث كارثة ملعب هيسل الشهيرة والحظر اللاحق لجميع الأندية الإنجليزية من كرة القدم القارية، خسر النادي فرصته للتنافس على المزيد من البطولات الأوروبية. رحل كيندال إلى أتلتيك بيلباو الإسباني على إثر هذا القرار وخلفه مساعده كولن هارفي. وصل هارفي بإيفرتون إلى نهائي كأس الاتحاد الإنجليزي عام 1989، لكنه خسر 3-2 على يد الغريم نادي ليفربول.

### بدايات حقبة البريميرليج
كان إيفرتون من بين الأعضاء المؤسسين في الدوري الإنجليزي الممتاز، ولكنه كافح من أجل العثور على المدير الفني المناسب للفريق في البداية. كان هاوارد كيندال قد عاد للفريق في عام 1990، لكنه لم يتمكن من تكرار نجاحه السابق. خلفه مايك ووكر، كان ووكر إحصائيا الأقل نجاحا بين مديرين إيفرتون حتى الآن وتمت إقالته سريعًا. عندما تولى اللاعب السابق جوي رويل قيادة الفريق في عام 1994، بدأ شكل النادي في التحسن. انتصر في أول مباراة له بنتيجة 2-0 على الغريم ليفربول. وقاد النادي إلى تحقيق كأس الاتحاد الإنجليزي للمرة الخامسة في تاريخه بفوزه على مانشستر يونايتد 1-0 في المباراة النهائية. والذي أهله إلى كأس الكؤوس الأوروبية. استمر التقدم تحت رويل في الموسم اللي يليه 1995-1996، حيث أنهى في المركز السادس في الدوري الممتاز. تبعه موسم آخر حصل فيه على المركز الخامس عشر فقد رأى رويل أن الاستقالة هو القرار الأفضل للفريق، واستبدل مؤقتا بدايف واتسون.
عاد هاوارد كيندال من جديد لتدريب الفريق للمرة الثالثة والأخيرة له في عام 1997، كانت فترته الثالثة سيئة جدًا حيث أنهى إيفرتون الدوري في المركز السابع عشر. لدرجة أن النادي تجنب الهبوط بأعجوبة بسبب فرق الأهداف متفوقًا على بولتون واندررز. تم تعيين مدرب رينجرز السابق والتر سميث كمدرب الفريق في صيف عام 1998، لكنه قاد الفريق لثلاثة مواسم متتالية في النصف الأسفل من الجدول. نفذ صبر مجلس إدارة إيفرتون مع سميث، وأقيل في مارس 2002 مباشرةً بعد الخروج من كأس الاتحاد الإنجليزي على يد نادي ميدلزبره الذي يلعب في الدرجة الثانية، وتم تعيين الرجل الذي عرف بقائد الحقبة الجديدة ديفيد مويس.

### الألفية الجديدة
في موسم 2002-2003، أنهى إيفرتون الدوري في المركز السابع، كان هذا أعلى مركز للفريق منذ عام 1996. تحت إدارة مويس دخل اللاعب المتميز واين روني الفريق الأول وكان يعد من أبرز المواهب في البلاد قبل أن يتم بيعه إلى مانشستر يونايتد مقابل 28 مليون جنيه استرليني في صيف عام 2004. أنهى إيفرتون بقيادة مويس الدوري في المركز الرابع موسم 2004-2005، تأهل ايفرتون لدوري أبطال أوروبا. لكنه فشل في الوصول إلى مرحلة المجموعات. تأهل إيفرتون للمشاركة في الدوري الأوروبي موسمي 2007-08 و 2008-09، وخسر نهائي كأس الاتحاد الإنجليزي موسم 2009 ضد نادي تشيلسي. تميز مويس بنظرته للمواهب كما قام باستقدام العديد من اللاعبين النجوم للفريق لعل أبرزهم تيم هاوارد، فيل جاغيلكا، جوليون ليسكوت، سيموس كولمان، ليتون بينز، ستيفن بينار، تيم كاهيل، مروان فيلايني، ياكوبو إيغبيني وميكيل ارتيتا والعديد من اللاعبين المميزين.
في نهاية موسم 2012-13، ترك مويس منصبه في إيفرتون ليتولى منصب المدير الفني في مانشستر يونايتد بعد فترة اعتبرت ناجحة حتى وإن لم يتمكن من تحقيق البطولات. وحل محله الإسباني روبيرتو مارتينيز الذي قام أيضا باستقدام بعض اللاعبين أمثال روميلو لوكاكو، جيرارد دولوفيو وجيمس مكارثي، أيضا قام بتصعيد روس باركلي من فريق الناشئين، قاد مارتينيز إيفرتون إلى المركز الخامس في الدوري الممتاز في موسمه الأول، أيضا حقق إيفرتون أعلى معدل نقطي له منذ بداية حقبة البريميرليج. في الموسم التالي، قاد مارتينيز إيفرتون إلى دور 16 من الدوري الأوروبي لكرة القدم 2014-15، حيث خسروا من قبل دينامو كييف، في حين أنهى محليا في المركز الحادي عشر، كان الموسم الثالث لمارتينيز مخيبًا للآمال وسرعان ما أقيل من منصبه بعد المباراة قبل الأخيرة من الموسم في عام 2016 حيث أنهى الدوري في المركز الثاني عشر. وقد حل محله في الصيف رونالد كومان.
أنهى كومان موسمه الأول مع الفريق في المركز السابع في الدوري الإنجليزي وتأهل لملحق الدوري الأوروبي ونجح في التأهل لدور المجموعات، في صيف 2017 قام كومان بثورة في الفريق وأعلن الاستغناء عن هداف الفريق روميلو لوكاكو لنادي مانشستر يونايتد بمبلغ ضخم وصل إلى 75 مليون جنيه إسترليني، وقام بمفاجأة الجميع بالتعاقد مع نجم الفريق السابق واين روني، وتعاقد مع العديد من اللاعبين أمثال غيلفي سيغوردسون في صفقة قياسية اعتبرت الأغلى في تاريخ النادي قدرت بمبلغ 35 مليون جنيه إسترليني، أيضا دافي كلاسن، الحارس جوردان بيكفورد، وساندرو راميريز والعديد من اللاعبين الآخرين، وصل إجمالي مبلغ التعاقدات إلى 140 مليون جنيه إسترليني. السقوط بالفريق للمركز السابع عشر، والخروج من دور المجموعات في الدوري الأوروبي والخلافات المتكررة مع الإدارة كانت مبررات لإقالة كومان في أكتوبر 2017، وتم تعيين ديفيد أنسورث مؤقتًا. استطاع أنسورث الصعود بالفريق للمركز الحادي عشر في الدوري لكنه خرج من كأس الرابطة الإنجليزية على يد تشيلسي، في منتصف نوفمبر 2017 أعلن الفريق تعيين سام ألاردايس لخلافة كومان.
قام ألاردايس بثورة أخرى في الفريق والقيام بعدة قرارات أبرزها الاستغناء عن روس باركلي لنادي تشيلسي مقابل 15 مليون جنيه إسترليني، وقام بإعارة كل من المهاجم ساندرو راميريز إلى نادي إشبيلية وأديمولا لوكمان إلى نادي لايبزيغ والتعاقد مع كلا من المهاجم التركي جنك توسون من نادي بشيكتاش وثيو والكوت من نادي آرسنال. أنهى ألاردايس موسمه في المركز الثامن في الدوري وخروج من كأس الاتحاد الإنجليزي على يد الغريم نادي ليفربول، لكن الجماهير والإدارة لم يكونوا راضيين عن آداء الفريق. في منتصف مايو 2018 أعلن الفريق إقالة ألاردايس وتعيين المدرب البرتغالي ماركو سيلفا خلفًا له.

## ديربي الميرسيسايد

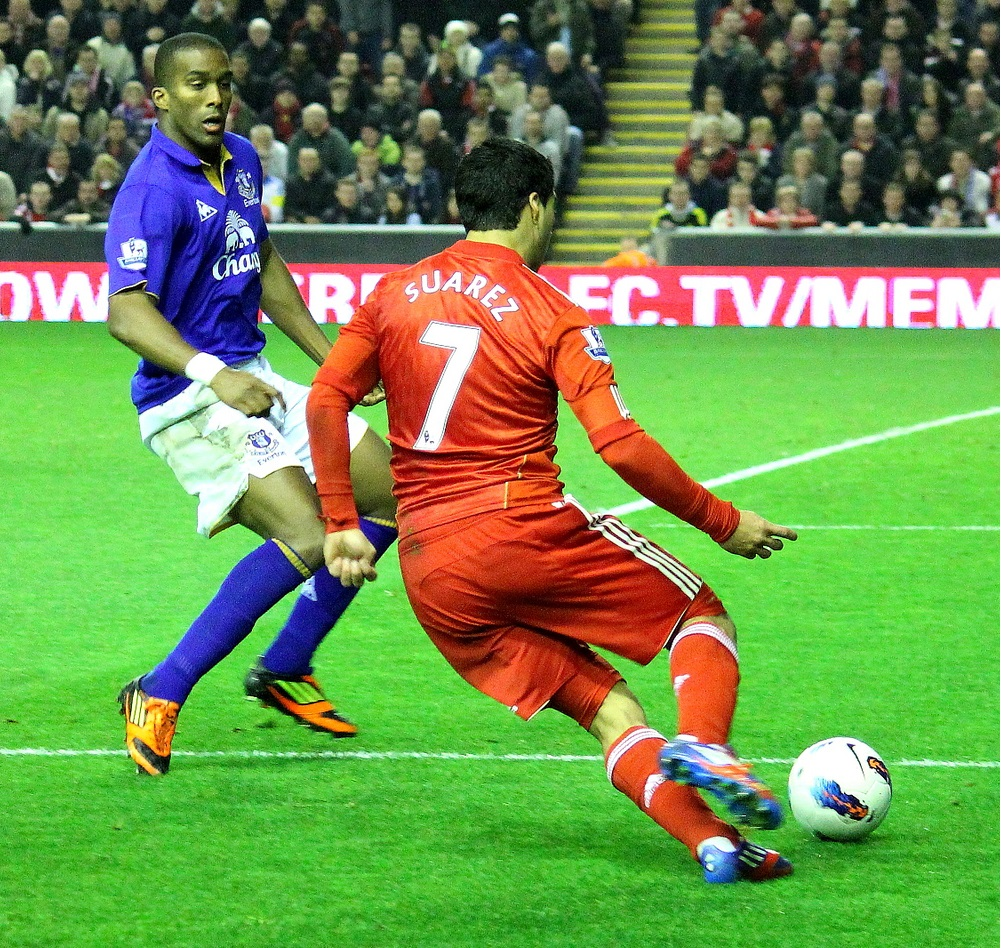
الفرنسي سيلفان ديستان مدافع إيفرتون في مواجهة الأوروغواياني لويس سواريز مهاجم ليفربول ضمن مواجهات ديربي الميرسيسايد عام 2012

ديربي الميرسيسايد (بالإنجليزية: Merseyside derby) ويُعرف كذلك باسم ديربي ليفربول (بالإنجليزية: Liverpool derby) هو اسم يطلق على مباراة الديربي في كرة القدم بين الفريقين الأكثر نجاحاً في مدينة ليفربول الواقعة غرب إنجلترا، وتحديداً بين نادي ليفربول ونادي إيفرتون. وهو أحد أشهر الديربيات الإنجليزية مع ديربي شمال لندن. يعتبر ديربي الميرسيسايد أقدم ديربي حالياً في الدوري الإنجليزي الممتاز، حيث يُلعب منذ عام 1962، ذلك العام الذي شهد تأهل نادي ليفربول لدوري الدرجة الأولى (حالياً الدوري الإنجليزي الممتاز). ترجع جذور المنافسة بين الفريقين إلى خلاف مسؤولي نادي إيفرتون في ذلك الوقت مع جون هولدنيج مالك ملعب أنفيلد، والذي قام برفع سعر الإيجار على نادي إيفرتون، فاضطر الفريق إلى مغادرة الملعب، والانتقال إلى غوديسون بارك ملعبه الحالي. أراد جون هولدنيج مالك ملعب أنفيلد الانتقام من نادي إيفرتون وقرر بعدها تأسيس نادي ليفربول لكرة القدم. فعلى عكس باقي المنافسات، لا يوجد خلاف سياسي أو جغرافي أو ديني بين نادي ليفربول ونادي إيفرتون.
في بداية الأمر كانت العلاقة بين جماهير الفريقين قوية بشكل كبير، فمباريات ديربي الميرسيسايد هي واحدة من الديربيات القليلة التي لا تحتوي على حاجز فاصل بين الجماهير، ولهذا أطلق عليه «الديربي الودي». لكن منذ منتصف الثمانينيات، وبعد مجيء بيل شانكلي زادت حدت التنافس داخل وخارج الملعب بسبب تصريحاته. ومنذ بداية البريميرليغ في 1992، كان عدد اللاعبين الذين طُرِدوا في ديربي الميرسيسايد أكثر من أي ديربي آخر. وتمت الإشارة إليه بـ«المباراة الأسوأ انضباطاً في البريميرليغ».
- آخر تحديث 18 أكتوبر 2020. مصدر الإحصاءات Soccerbase

|                                | المواجهات | الفوز   | الفوز   | التعادل | الأهداف | الأهداف |
| ليفربول                        | المواجهات | إيفرتون | ليفربول | التعادل | إيفرتون |         |
| ------------------------------ | --------- | ------- | ------- | ------- | ------- | ------- |
| الدوري الإنجليزي الدرجة الأولى | 146       | 54      | 48      | 44      | 203     | 181     |
| الدوري الإنجليزي الممتاز       | 57        | 24      | 9       | 24      | 79      | 50      |
| كأس الاتحاد الإنجليزي          | 25        | 12      | 7       | 6       | 40      | 28      |
| كأس الرابطة الإنجليزية         | 4         | 2       | 1       | 1       | 2       | 1       |
| درع المجتمع الإنجليزي          | 3         | 1       | 1       | 1       | 2       | 2       |
| جميع المباريات                 | 235       | 93      | 66      | 76      | 333     | 264     |

## تشكيلة الفريق

### التشكيلة الحالية
آخر تحديث في 28 يوليو 2023.

ملاحظة: تشير الأعلام إلى المنتخب بحسب قواعد الأهلية المعتمدة من قبل الفيفا؛ تنطبق بعض الاستثناءات المحدودة. وقد يحمل اللاعبون أكثر من جنسية لا تعترف بها الفيفا.
| الرقم | البلد           | المركز | اللاعب                |
| ----- | --------------- | ------ | --------------------- |
| 1     | إنجلترا         | حارس   | جوردان بيكفورد        |
| 2     | إنجلترا         | مدافع  | جيمس تاركوفسكي        |
| 3     | إسكتلندا        | مدافع  | ناثان باترسون         |
| 4     | إنجلترا         | مدافع  | مايسون هولجيت         |
| 5     | إنجلترا         | مدافع  | مايكل كين             |
| 6     | البرازيل        | وسط    | آلان                  |
| 7     | إنجلترا         | مهاجم  | دوايت ماكنيل          |
| 9     | إنجلترا         | مهاجم  | دومينيك كالفيرت ليوين |
| 10    | إنجلترا         | مهاجم  | أنتوني غوردون         |
| 11    | إنجلترا         | مهاجم  | ديماراي غراي          |
| 13    | كولومبيا        | مدافع  | ياري مينا             |
| 14    | إنجلترا         | مهاجم  | أندروس تاونسيند       |
| 15    | البوسنة والهرسك | حارس   | أسمير بيغوفيتش        |
| 16    | مالي            | وسط    | عبد الله دوكوري       |

| الرقم | البلد           | المركز | اللاعب           |
| ----- | --------------- | ------ | ---------------- |
| 17    | نيجيريا         | مهاجم  | أليكس إيووبي     |
| 18    | فرنسا           | مدافع  | نييلس نكونكو     |
| 19    | أوكرانيا        | مدافع  | فيتالي ميكولينكو |
| 21    | البرتغال        | وسط    | أندريه غوميش     |
| 22    | إنجلترا         | مدافع  | بين غودفري       |
| 23    | جمهورية أيرلندا | مدافع  | سيموس كولمان     |
| 25    | ساحل العاج      | وسط    | جان فيليب جبامين |
| 26    | إنجلترا         | وسط    | توم ديفيس        |
| 29    | البرتغال        | حارس   | روبن فيناجري     |
| 31    | إنجلترا         | حارس   | أندي لونيرغان    |
| 33    | فنزويلا         | مهاجم  | سالومون روندون   |
| 36    | إنجلترا         | وسط    | ديلي ألي         |
| 50    | إنجلترا         | مهاجم  | إليس سيمس        |

### اللاعبون المعارون
- تنتهي إعارة جميع اللاعبين في 30 يونيو 2023.[8]

ملاحظة: تشير الأعلام إلى المنتخب بحسب قواعد الأهلية المعتمدة من قبل الفيفا؛ تنطبق بعض الاستثناءات المحدودة. وقد يحمل اللاعبون أكثر من جنسية لا تعترف بها الفيفا.
| الرقم | البلد    | المركز | اللاعب                             |
| ----- | -------- | ------ | ---------------------------------- |
| —     | البرتغال | حارس   | جواو فيرجينيا (إلى نادي كامبور)    |
| —     | إنجلترا  | مدافع  | جاراد برانثويت (إلى نادي آيندهوفن) |
| —     | إيطاليا  | مهاجم  | مويس كين (إلى يوفنتوس)             |

## الشعار

شعار إيفرتون منذ موسم 2000-01 حتى موسم 2012-13
شعار إيفرتون في موسم 2013-14 حتى موسم 2014-15
شعار إيفرتون منذ موسم 2014-15 وحتى الآن

## إنجازات الفريق

### المحلية
- الدوري الإنجليزي الممتاز:[9]
  - البطل (9): 1890–91, 1914–15, 1927–28, 1931–32, 1938–39, 1962–63, 1969–70, 1984–85, 1986–87
  - الوصيف (7): 1889–90, 1894–95, 1901–02, 1904–05, 1908–09, 1911–12, 1985–86
- الدوري الإنجليزي الدرجة الأولى/الدوري الإنجليزي الدرجة الثانية:[9]
  - البطل (1): 1931
- كأس الاتحاد الإنجليزي:[9]
  - البطل (5): 1906، 1933، 1966، 1984، 1995
  - الوصيف (8): 1896–97, 2008–09, 1988–89, 1985–86, 1984–85, 1906–07, 1967–68, 1892–93
- درع الاتحاد الإنجليزي:[9]
  - البطل (9):1928, 1932, 1963, 1970, 1984, 1985, 1986, 1987, 1995
  - الوصيف (2): 1933, 1966
- كأس كل الأعضاء (Full Members Cup):[9]
  - الوصيف (2):1989, 1991
- كأس سوبر دوري كرة القدم:[9]
  - الوصيف (1):1985–86

### الأوروبية
- كأس الكؤوس الأوروبية:[9]
  - البطل (1): 1985

### الثنائية
- موسم 1984–85: ثنائية الدوري الإنجليزي وكأس الكؤوس الأوروبية

## روابط خارجية
- نادي إيفرتون على موقع ميوزك برينز (الإنجليزية)